# اچ‌ام‌اس مونمووث (۱۷۷۲)
اچ‌ام‌اس مونمووث (۱۷۷۲) (به انگلیسی: HMS Monmouth (1772)) یک کشتی بود که طول آن ۱۵۹ فوت ۶ اینچ (۴۸٫۶۲ متر) بود. این کشتی در سال ۱۷۷۲ ساخته شد.